# Monolistra fongi
Monolistra (Microlistra) fongi là một loài chân đều trong họ Sphaeromatidae. Loài này được Prevorènik, Verovnik, Zagmajster & Sket. miêu tả khoa học năm 2010.